# فهرست پرفروش‌ترین بازی‌های ویدئویی پلی‌استیشن ۲
در این فهرست پرفروش‌ترین بازی‌های کنسول بازی ویدئویی پلی‌استیشن ۲ می‌باشد.

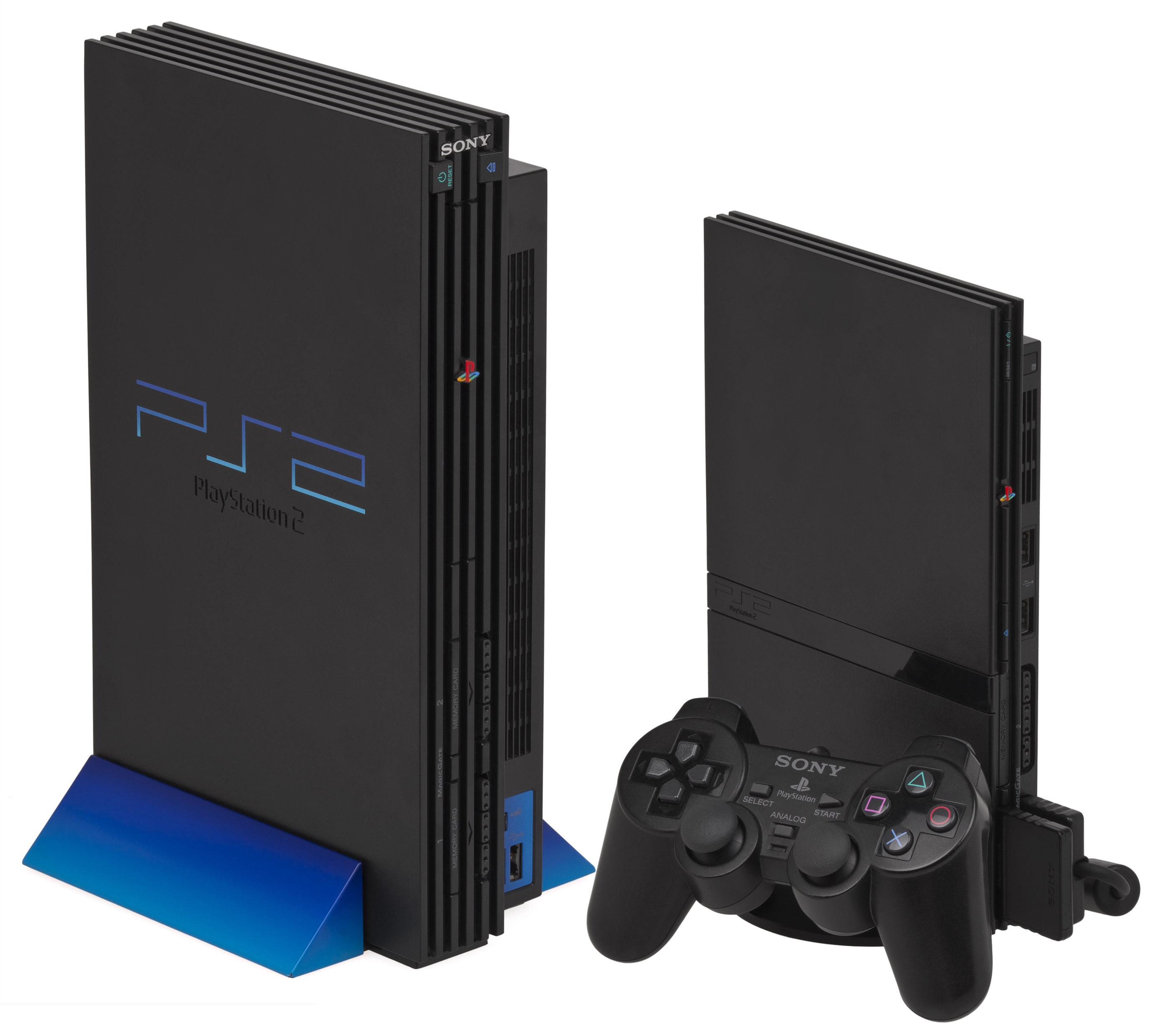
پلی‌استیشن ۲ اصلی و پلی‌استیشن ۲ اسلیم با دسته دوال‌شاک

## فهرست
| No. | نام بازی                                     | تعداد نسخه فروخته شده | تاریخ انتشار     | ژانر                                     | توسعه یافته                                 | منتشر کننده                                                                  |
| --- | -------------------------------------------- | --------------------- | ---------------- | ---------------------------------------- | ------------------------------------------- | ---------------------------------------------------------------------------- |
| ۱   | اتومبیل‌دزدی بزرگ: سان اندرس                  | ۱۷٫۳۳ میلیون          | ۲۶ اکتبر، ۲۰۰۴   | اکشن-ماجراجویی                           | راک‌استار نورث                               | - ج: راک‌استار گیمز - JP: کپ‌کام                                               |
| ۲   | گرن توریسمو ۳: ای-اسپک                       | ۱۴٫۸۹ میلیون          | ۲۸ آوریل، ۲۰۰۱   | کورسی                                    | پولی‌فونی دیجیتال                            | سونی اینتراکتیو انترتینمنت                                                   |
| ۳   | گرن توریسمو ۴                                | ۱۱٫۷۶ میلیون          | ۲۸ دسامبر، ۲۰۰۴  | کورسی                                    | پولی‌فونی دیجیتال                            | سونی اینتراکتیو انترتینمنت                                                   |
| ۴   | اتومبیل‌دزدی بزرگ: وایس سیتی                  | ۹٫۸۰۱ میلیون          | ۲۷ اکتبر، ۲۰۰۲   | اکشن-ماجراجویی                           | راک‌استار نورث                               | - ج: راک‌استار گیمز - JP: کپ‌کام                                               |
| ۵   | فاینال فانتزی ۱۰                             | ۸٫۵ میلیون            | ۱۹ ژوئیه، ۲۰۰۱   | نقش‌آفرینی                                | اسکوئر Product Development Division 1       | - JP: اسکوئر - آمریکای شمالی: اسکوئر - منطقه پال: سونی اینتراکتیو انترتینمنت |
| ۶   | اتومبیل‌دزدی بزرگ ۳                           | ۸٫۱۰۵ میلیون          | ۲۲ اکتبر، ۲۰۰۱   | اکشن-ماجراجویی                           | راک‌استار نورث                               | - ج: راک‌استار گیمز - JP: کپ‌کام                                               |
| ۷   | متال گیر سالید ۲: پسران آزادی                | ۷ میلیون              | ۱۲ نوامبر، ۲۰۰۱  | اکشن-ماجراجویی مخفی‌کاری                  | کونامی                                      | کونامی                                                                       |
| ۸   | فاینال فانتزی ۱۲                             | ۶ میلیون              | ۱۶ مارس، ۲۰۰۶    | نقش‌آفرینی                                | اسکوئر انیکس                                | اسکوئر انیکس                                                                 |
| ۸   | تکن ۵                                        | ۶ میلیون              | ۳۱ مارس، ۲۰۰۵    | مبارزه‌ای                                 | نامکو                                       | - ج: نامکو - اروپا: سونی اینتراکتیو انترتینمنت                               |
| ۱۰  | کینگدم هارتس                                 | ۵٫۹ میلیون            | ۲۸ مارس، ۲۰۰۲    | نقش‌آفرینی اکشن                           | اسکوئر                                      | - JP: اسکوئر - آمریکای شمالی: اسکوئر - اروپا: سونی اینتراکتیو انترتینمنت     |
| ۱۱  | فاینال فانتزی ایکس-۲                         | ۵٫۴ میلیون            | ۱۳ مارس، ۲۰۰۳    | نقش‌آفرینی                                | اسکوئر Product Development Division 1       | - JP: اسکوئر - آمریکای شمالی/منطقه پال: اسکوئر انیکس                         |
| ۱۲  | پویش اژدها ۷: سفر پادشاه نفرین‌شده            | ۴٫۸۸ میلیون           | ۲۷ نوامبر، ۲۰۰۴  | نقش‌آفرینی                                | لول-۵                                       | اسکوئر انیکس                                                                 |
| ۱۳  | کینگدم هارتس ۲                               | ۴٫۷۵۷ میلیون          | ۲۲ دسامبر، ۲۰۰۵  | نقش‌آفرینی اکشن                           | اسکوئر انیکس Product Development Division 1 | اسکوئر انیکس                                                                 |
| ۱۴  | خدای جنگ                                     | ۴٫۶۱ میلیون           | ۲۲ مارس، ۲۰۰۵    | اکشن-ماجراجویی هک اند اسلش               | استودیو سنتا مونیکا                         | - ج: سونی اینتراکتیو انترتینمنت - JP: کپ‌کام                                  |
| ۱۵  | Madden NFL 2005                              | ۴٫۳۵ میلیون           | ۹ اوت، ۲۰۰۴      | ورزشی                                    | ئی‌ای تایبرون                                | ای‌ای اسپورتس                                                                 |
| ۱۶  | خدای جنگ ۲                                   | ۴٫۲۴ میلیون           | ۱۳ مارس، ۲۰۰۷    | اکشن-ماجراجویی هک اند اسلش               | استودیو سنتا مونیکا                         | - ج: سونی اینتراکتیو انترتینمنت - JP: کپ‌کام                                  |
| ۱۷  | جک و داکستر: میراث پیشروان                   | ۴٫۲ میلیون            | ۳ دسامبر، ۲۰۰۱   | سکوبازی                                  | ناتی داگ                                    | سونی اینتراکتیو انترتینمنت                                                   |
| ۱۸  | آی توی: بازی                                 | ۴ میلیون              | ۴ ژوئیه، ۲۰۰۳    | جمعی                                     | SCE London Studio                           | سونی اینتراکتیو انترتینمنت                                                   |
| ۱۹  | Madden NFL 2004                              | ۳٫۹۵ میلیون           | ۱۲ اوت، ۲۰۰۳     | بازی ورزشی                               | ئی‌ای تایبرون                                | ای‌ای اسپورتس                                                                 |
| ۲۰  | Madden NFL 06                                | ۳٫۷۷ میلیون           | ۸ اوت، ۲۰۰۵      | بازی ورزشی                               | ئی‌ای تایبرون                                | ای‌ای اسپورتس                                                                 |
| ۲۱  | رچت و کلنک                                   | ۳٫۷۱ میلیون           | ۴ نوامبر، ۲۰۰۲   | سکوبازی                                  | اینسامنیاک گیمز                             | سونی اینتراکتیو انترتینمنت                                                   |
| ۲۲  | متال گیر سالید ۳: اسنیک ایتر                 | ۳٫۷ میلیون            | ۱۷ نوامبر، ۲۰۰۴  | اکشن-ماجراجویی مخفی‌کاری                  | کونامی                                      | کونامی                                                                       |
| ۲۳  | جنون سرعت: مسابقات زیرزمینی                  | ۳٫۶۹ میلیون           | ۱۷ نوامبر، ۲۰۰۳  | بازی ویدئویی کورسی                       | ئی‌ای بلک باکس                               | الکترونیک آرتس                                                               |
| ۲۴  | مدال افتخار: خط مقدم                         | ۳٫۵۵ میلیون           | ۲۸ مه، ۲۰۰۲      | تیراندازی اول شخص                        | ئی‌ای لس آنجلس                               | الکترونیک آرتس                                                               |
| ۲۵  | گیتار هیرو ۲                                 | ۳٫۴۱ میلیون           | ۷ نوامبر، ۲۰۰۶   | موزیک ریتم                               | هارمونیکس                                   | RedOctane                                                                    |
| ۲۶  | فوتبال تکاملی حرفه‌ای ۳                       | ۳٫۲۷۱ میلیون          | ۷ اوت، ۲۰۰۳      | بازی ورزشی                               | کونامی                                      | کونامی                                                                       |
| ۲۷  | گیتار هیرو ۳: اسطوره راک                     | ۳٫۲۳۴ میلیون          | ۲۸ اکتبر، ۲۰۰۷   | موزیک ریتم                               | Neversoft                                   | اکتیویژن                                                                     |
| ۲۸  | رچت و کلنک: مهمات خود را بالا بیاور          | ۳٫۲۱۸ میلیون          | ۳ نوامبر، ۲۰۰۴   | سکوبازی                                  | اینسامنیاک گیمز                             | سونی اینتراکتیو انترتینمنت                                                   |
| ۲۹  | Madden NFL 2003                              | ۳٫۱۸ میلیون           | ۱۲ اوت ۲۰۰۲      | ورزشی                                    | ئی‌ای تایبرون بادکت                          | ای‌ای اسپورتس                                                                 |
| ۳۰  | فوتبال تکاملی حرفه‌ای ۴                       | ۳٫۱۳۳ میلیون          | ۵ اوت ۲۰۰۴       | بازی ورزشی                               | کونامی                                      | کونامی                                                                       |
| ۳۱  | Dragon Ball Z: Budokai Tenkaichi 3           | ۳ میلیون              | ۴ اکتبر، ۲۰۰۷    | مبارزه‌ای                                 | Spike                                       | - JP/اروپا: باندای نامکو انترتینمنت - آمریکای شمالی/استرالزی: آتاری          |
| ۳۱  | گریز                                         | ۳ میلیون              | ۱۱ دسامبر ۲۰۰۲   | اکشن-ماجراجویی                           | Team Soho                                   | سونی اینتراکتیو انترتینمنت                                                   |
| ۳۳  | رچت و کلنک: به سوی کماندو                    | ۲٫۹۶۶ میلیون          | ۱۱ نوامبر، ۲۰۰۳  | سکوبازی                                  | اینسامنیاک گیمز                             | سونی اینتراکتیو انترتینمنت                                                   |
| ۳۴  | WWE SmackDown! vs. Raw 2006                  | ۲٫۹ میلیون            | ۱۱ نوامبر ۲۰۰۵   | بازی ورزشی                               | Yuke's                                      | - ج: تی‌اچ‌کیو - JP: Yuke's                                                    |
| ۳۵  | فوتبال تکاملی حرفه‌ای ۲                       | ۲٫۸۵۹ میلیون          | ۲۵ آوریل، ۲۰۰۲   | بازی ورزشی                               | کونامی                                      | کونامی                                                                       |
| ۳۶  | مرد عنکبوتی                                  | ۲٫۸۱ میلیون           | ۱۵ آوریل ۲۰۰۲    | اکشن-ماجراجویی                           | تری‌آرک                                      | اکتیویژن                                                                     |
| ۳۷  | Madden NFL 07                                | ۲٫۸ میلیون            | ۲۲ اوت ۲۰۰۶      | ورزشی                                    | ئی‌ای تایبرون                                | ای‌ای اسپورتس                                                                 |
| ۳۸  | SOCOM U.S. Navy SEALs                        | ۲٫۷۸ میلیون           | ۲۷ اوت، ۲۰۰۲     | تیراندازی تاکتیکی                        | Zipper Interactive                          | سونی اینتراکتیو انترتینمنت                                                   |
| ۳۹  | کراش باندیکوت: خشم کورتکس                    | ۲٫۷۶۳ میلیون          | ۲۹ اکتبر ۲۰۰۱    | سکوبازی                                  | ترولرز تیلز                                 | Universal Interactive Studios                                                |
| ۴۰  | Ace Combat 04: Shattered Skies               | ۲٫۶۴ میلیون           | ۱۳ سپتامبر ۲۰۰۱  | Combat flight simulator                  | نامکو                                       | نامکو                                                                        |
| ۴۱  | دراگون بال زد: بودوکای                       | ۲٫۶۱ میلیون           | ۲۹ نوامبر ۲۰۰۲   | بازی مبارزه‌ای                            | Dimps                                       | - JP/اروپا: Bandai Games - آمریکای شمالی/استرالزی: آتاری اس‌ای                |
| ۴۲  | سیمپسون‌ها: زدن و فرار کردن                   | ۲٫۵۷ میلیون           | ۱۶ سپتامبر ۲۰۰۳  | اکشن-ماجراجویی کورسی                     | Radical Entertainment                       | - ج: ویوندی گیمز - منطقه پال: سییرا انترتینمنت                               |
| ۴۳  | جنون سرعت: تحت تعقیب                         | ۲٫۵۳ میلیون           | ۱۵ نوامبر ۲۰۰۵   | بازی ویدئویی کورسی                       | الکترونیک آرتس کانادا ئی‌ای بلک باکس         | الکترونیک آرتس                                                               |
| ۴۴  | مدال افتخار: طلوع خورشید                     | ۲٫۵۲ میلیون           | ۱۱ نوامبر ۲۰۰۳   | تیراندازی اول شخص                        | ئی‌ای لس آنجلس                               | الکترونیک آرتس                                                               |
| ۴۵  | خاندان قهرمانان ۴                            | ۲٫۵۱۵ میلیون          | ۲۷ فوریه ۲۰۰۳    | هک اند اسلش                              | اومگا فورس                                  | کویی                                                                         |
| ۴۶  | ارباب حلقه‌ها: دو برج                         | ۲٫۵۱ میلیون           | ۲۱ اکتبر ۲۰۰۲    | اکشن هک اند اسلش                         | Stormfront Studios                          | الکترونیک آرتس                                                               |
| ۴۷  | لگو جنگ ستارگان: بازی ویدئویی                | ۲٫۵ میلیون            | ۲ آوریل ۲۰۰۵     | اکشن-ماجراجویی                           | ترولرز تیلز                                 | Eidos Interactive Giant Interactive Entertainment                            |
| ۴۸  | سونیک رهاشده                                 | ۲٫۴۵ میلیون           | ۱۸ نوامبر ۲۰۰۸   | سکوبازی اکشن-ماجراجویی بیتم آپ           | سونیک تیم                                   | سگا                                                                          |
| ۴۹  | Tony Hawk's Underground                      | ۲٫۴۲ میلیون           | ۲۷ اکتبر ۲۰۰۳    | بازی ورزشی                               | Neversoft                                   | اکتیویژن                                                                     |
| ۵۰  | Tony Hawk's Pro Skater 3                     | ۲٫۴ میلیون            | ۲۸ اکتبر ۲۰۰۱    | بازی ورزشی                               | Neversoft                                   | اکتیویژن                                                                     |
| ۵۱  | تکن تگ تورنومنت                              | ۲٫۳۶۷ میلیون          | ۳۰ مارس، ۲۰۰۰    | مبارزه‌ای                                 | نامکو                                       | - ج: نامکو - اروپا: سونی اینتراکتیو انترتینمنت                               |
| ۵۲  | Star Wars: Battlefront II                    | ۲٫۳۳ میلیون           | ۳۱ اکتبر ۲۰۰۵    | اکشن تیراندازی سوم شخص تیراندازی اول شخص | پندمیک استودیوز                             | لوکاس‌آرتز                                                                    |
| ۵۳  | شیطان هم می‌گرید ۳: بیداری دانته              | ۲٫۳ میلیون            | ۱۷ فوریه ۲۰۰۵    | اکشن-ماجراجویی هک اند اسلش               | کپ‌کام                                       | کپ‌کام                                                                        |
| ۵۳  | Madden NFL 2002                              | ۲٫۳ میلیون            | ۱۹ اوت ۲۰۰۱      | ورزشی                                    | ئی‌ای تایبرون بادکت                          | - آمریکای شمالی/اروپا: ای‌ای اسپورتس - JP: اسکوئر                             |
| ۵۳  | رزیدنت ایول ۴                                | ۲٫۳ میلیون            | ۲۵ اکتبر ۲۰۰۵    | ترس و بقا تیراندازی سوم شخص              | کپ‌کام                                       | کپ‌کام                                                                        |
| ۵۶  | خاندان قهرمانان ۳                            | ۲٫۲۹۵ میلیون          | ۲۰ سپتامبر ۲۰۰۱  | هک اند اسلش                              | اومگا فورس                                  | - JP/آمریکای شمالی: کویی - منطقه پال: تی‌اچ‌کیو                                |
| ۵۷  | سیمپسون‌ها: خشم جاده                          | ۲٫۲۴ میلیون           | ۲۴ نوامبر ۲۰۰۱   | Vehicular combat                         | Radical Entertainment                       | الکترونیک آرتس                                                               |
| ۵۸  | SOCOM II: U.S. Navy SEALs                    | ۲٫۱۷۱ میلیون          | ۴ نوامبر ۲۰۰۳    | تیراندازی تاکتیکی                        | Zipper Interactive                          | سونی اینتراکتیو انترتینمنت                                                   |
| ۵۹  | Everybody's Golf 3                           | ۲٫۱۷ میلیون           | ۲۶ ژوئیه ۲۰۰۱    | بازی ورزشی                               | Clap Hanz                                   | سونی اینتراکتیو انترتینمنت                                                   |
| ۶۰  | رچت و کلنک: بن‌بست                            | ۲٫۱۶۹ میلیون          | ۲۵ اکتبر ۲۰۰۵    | سکوبازی                                  | اینسامنیاک گیمز                             | سونی اینتراکتیو انترتینمنت                                                   |
| ۶۱  | شیطان هم می‌گرید                              | ۲٫۱۶ میلیون           | ۲۳ اوت ۲۰۰۱      | اکشن-ماجراجویی هک اند اسلش               | کپ‌کام                                       | کپ‌کام                                                                        |
| ۶۲  | مکس پین                                      | ۲٫۱۲۸ میلیون          | ۶ دسامبر ۲۰۰۱    | تیراندازی سوم شخص                        | رمدی انترتینمنت                             | راک‌استار گیمز                                                                |
| ۶۳  | جنون سرعت: مسابقات زیرزمینی ۲                | ۲٫۱۰۶ میلیون          | ۱۵ نوامبر ۲۰۰۴   | بازی ویدئویی کورسی                       | ئی‌ای بلک باکس                               | الکترونیک آرتس                                                               |
| ۶۴  | اونیموشا ۲: سرنوشت یک سامورایی               | ۲٫۱ میلیون            | ۷ مارس ۲۰۰۲      | اکشن-ماجراجویی هک اند اسلش               | کپ‌کام                                       | کپ‌کام                                                                        |
| ۶۵  | جرم واقعی: خیابان‌های لس آنجلس                | ۲٫۰۸۵ میلیون          | ۳ نوامبر ۲۰۰۳    | اکشن-ماجراجویی                           | Luxoflux                                    | اکتیویژن                                                                     |
| ۶۶  | Dragon Ball Z: Budokai 2                     | ۲٫۰۸۴ میلیون          | ۱۴ نوامبر ۲۰۰۳   | بازی مبارزه‌ای                            | Dimps                                       | - JP/اروپا: Bandai Games - آمریکای شمالی/استرالزی: آتاری                     |
| ۶۷  | ۰۰۷: مأمور زیر آتش                           | ۲٫۰۷ میلیون           | ۱۳ نوامبر ۲۰۰۱   | تیراندازی اول شخص                        | ویسرال گیمز                                 | الکترونیک آرتس                                                               |
| ۶۸  | اونیموشا: اربابان جنگ                        | ۲٫۰۲ میلیون           | ۲۵ ژانویه ۲۰۰۱   | اکشن-ماجراجویی هک اند اسلش               | کپ‌کام                                       | کپ‌کام                                                                        |
| ۶۹  | تکن ۴                                        | ۲٫۰۰۵ میلیون          | ۲۸ مارس ۲۰۰۲     | مبارزه‌ای                                 | نامکو                                       | - JP/آمریکای شمالی: نامکو - اروپا: سونی اینتراکتیو انترتینمنت                |
| ۷۰  | ESPN NFL 2K5                                 | ۲ میلیون              | ۲۰ ژوئیه ۲۰۰۴    | بازی ورزشی                               | Visual Concepts                             | سگا                                                                          |
| ۷۰  | WWE SmackDown! vs. Raw                       | ۲ میلیون              | ۲ نوامبر ۲۰۰۴    | بازی ورزشی                               | Yuke's                                      | - ج: تی‌اچ‌کیو - JP: Yuke's                                                    |
| ۷۲  | جنگ ستارگان: نبرد رو در رو                   | ۱٫۹۹۵ میلیون          | ۲۰ سپتامبر ۲۰۰۴  | تیراندازی اول شخص تیراندازی سوم شخص      | ئی‌ای دایس                                   | الکترونیک آرتس                                                               |
| ۷۳  | ATV Offroad Fury                             | ۱٫۹۹ میلیون           | ۵ فوریه ۲۰۰۱     | بازی ویدئویی کورسی                       | Rainbow Studios                             | سونی اینتراکتیو انترتینمنت                                                   |
| ۷۴  | NBA Live 2005                                | ۱٫۹۸ میلیون           | ۲۸ سپتامبر ۲۰۰۴  | بازی ورزشی                               | الکترونیک آرتس کانادا                       | ای‌ای اسپورتس                                                                 |
| ۷۵  | کلوپ نیمه شب: مسابقه خیابانی                 | ۱٫۹۷۶ میلیون          | ۲۶ اکتبر ۲۰۰۰    | بازی ویدئویی کورسی                       | راک‌استار سن‌دیگو                             | راک‌استار گیمز                                                                |
| ۷۶  | مرد عنکبوتی ۲                                | ۱٫۹۳ میلیون           | ۲۸ ژوئن ۲۰۰۴     | اکشن-ماجراجویی                           | تری‌آرک                                      | اکتیویژن                                                                     |
| ۷۷  | Madden NFL 08                                | ۱٫۹ میلیون            | ۱۴ اوت ۲۰۰۷      | بازی ورزشی                               | ئی‌ای تایبرون                                | ای‌ای اسپورتس                                                                 |
| ۷۸  | فوتبال تکاملی حرفه‌ای ۶                       | ۱٫۸۸۹ میلیون          | ۲۷ آوریل ۲۰۰۶    | بازی ورزشی                               | کونامی                                      | کونامی                                                                       |
| ۷۹  | Dragon Ball Z: Budokai 3                     | ۱٫۸۳۶ میلیون          | ۱۶ نوامبر ۲۰۰۴   | بازی مبارزه‌ای                            | دیمپس                                       | - JP/اروپا: Bandai Games - آمریکای شمالی/استرالزی: آتاری                     |
| ۸۰  | پویش اژدها ۵: دست‌های عروس آسمانی             | ۱٫۸۱۱ میلیون          | ۲۵ مارس ۲۰۰۴     | بازی ویدئویی نقش‌آفرینی                   | ArtePiazza Matrix Software                  | اسکوئر انیکس                                                                 |
| ۸۱  | جیمز باند ۰۰۷: شب جهنمی                      | ۱٫۸۰۸ میلیون          | ۱۸ نوامبر ۲۰۰۲   | تیراندازی اول شخص                        | یوروکام                                     | الکترونیک آرتس                                                               |
| ۸۲  | فوتبال تکاملی حرفه‌ای ۵                       | ۱٫۸۰۶ میلیون          | ۴ اوت ۲۰۰۵       | بازی ورزشی                               | کونامی                                      | کونامی                                                                       |
| ۸۳  | Ace Combat 5: The Unsung War                 | ۱٫۸۰۲ میلیون          | ۲۱ اکتبر ۲۰۰۴    | Combat flight simulator                  | Project Aces                                | نامکو                                                                        |
| ۸۴  | Namco Museum                                 | ۱٫۸ میلیون            | ۴ دسامبر ۲۰۰۱    | Compilation                              | نامکو                                       | نامکو                                                                        |
| ۸۵  | Star Wars: Episode III – Revenge of the Sith | ۱٫۷۷۱ میلیون          | ۴ مه ۲۰۰۵        | بازی اکشن                                | The Collective                              | لوکاس‌آرتز                                                                    |
| ۸۶  | ATV Offroad Fury 2                           | ۱٫۷۷ میلیون           | ۹ نوامبر ۲۰۰۲    | بازی ویدئویی کورسی                       | Rainbow Studios                             | - آمریکای شمالی: سونی اینتراکتیو انترتینمنت - اروپا: تی‌اچ‌کیو                 |
| ۸۷  | WWE SmackDown! Shut Your Mouth               | ۱٫۷۴۳ میلیون          | ۳۱ اکتبر ۲۰۰۲    | بازی ورزشی                               | Yuke's                                      | - ج: تی‌اچ‌کیو - JP: Yuke's                                                    |
| ۸۸  | مجموعه بزرگ سونیک                            | ۱٫۷۴ میلیون           | ۲ نوامبر ۲۰۰۴    | Compilation                              | سونیک تیم                                   | - JP/آمریکای شمالی: سگا - اروپا: آتاری اس‌ای                                  |
| ۸۹  | قهرمانان سونیک                               | ۱٫۷۲ میلیون           | ۳۰ دسامبر ۲۰۰۳   | سکوبازی اکشن                             | Sonic Team USA                              | سگا                                                                          |
| ۹۰  | ندای وظیفه: بهترین زمان                      | ۱٫۷۱۴ میلیون          | ۱۶ نوامبر ۲۰۰۴   | تیراندازی اول شخص                        | Spark Unlimited                             | اکتیویژن                                                                     |
| ۹۱  | NBA Street                                   | ۱٫۷۱۳ میلیون          | ۱۸ ژوئن ۲۰۰۱     | بازی ورزشی                               | NuFX الکترونیک آرتس کانادا                  | الکترونیک آرتس                                                               |
| ۹۲  | اتومبیل‌دزدی بزرگ: ماجراهای لیبرتی سیتی       | ۱٫۷۰۲ میلیون          | ۶ ژوئن ۲۰۰۶      | اکشن-ماجراجویی                           | راکستار لیدز راک‌استار نورث                  | راک‌استار گیمز                                                                |
| ۹۳  | شیطان هم می‌گرید ۲                            | ۱٫۷ میلیون            | ۲۵ ژانویه ۲۰۰۳   | اکشن-ماجراجویی هک اند اسلش               | کپ‌کام                                       | کپ‌کام                                                                        |
| ۹۳  | مورتال کامبت: اتحاد مرگبار                   | ۱٫۷ میلیون            | ۱۶ نوامبر ۲۰۰۲   | بازی مبارزه‌ای                            | میدوی گیمز                                  | میدوی گیمز                                                                   |
| ۹۳  | یاکوزا                                       | ۱٫۷ میلیون            | ۸ دسامبر ۲۰۰۵    | اکشن-ماجراجویی                           | Sega NE R&D                                 | سگا                                                                          |
| ۹۶  | ماتریکس را وارد کنید                         | ۱٫۶۱۶ میلیون          | ۱۴ مه ۲۰۰۳       | اکشن-ماجراجویی بازی مبارزه‌ای             | Shiny Entertainment                         | آتاری اس‌ای                                                                   |
| ۹۷  | جنون سرعت: تعقیب شدید ۲                      | ۱٫۶۱ میلیون           | ۱ اکتبر ۲۰۰۲     | بازی ویدئویی کورسی                       | ئی‌ای بلک باکس                               | الکترونیک آرتس                                                               |
| ۹۸  | جک ۲ (بازی ویدئویی)                          | ۱٫۶ میلیون            | ۱۴ اکتبر ۲۰۰۳    | سکوبازی تیراندازی سوم شخص اکشن-ماجراجویی | ناتی داگ                                    | سونی اینتراکتیو انترتینمنت                                                   |
| ۹۸  | NBA Street Vol. 2                            | ۱٫۶ میلیون            | ۲۸ آوریل ۲۰۰۳    | بازی ورزشی                               | الکترونیک آرتس کانادا                       | الکترونیک آرتس                                                               |
| ۱۰۰ | WWE SmackDown! Here Comes the Pain           | ۱٫۵۸۵ میلیون          | ۲۷ اکتبر ۲۰۰۳    | بازی ورزشی                               | Yuke's                                      | - ج: تی‌اچ‌کیو - JP: Yuke's                                                    |
| ۱۰۱ | گرن توریسمو کانسپت                           | ۱٫۵۶ میلیون shipped   | ۱ ژانویه ۲۰۰۲    | Sim racing                               | پولی‌فونی دیجیتال                            | سونی اینتراکتیو انترتینمنت                                                   |
| ۱۰۲ | گیتار هیرو (بازی ویدئویی)                    | ۱٫۵۳ میلیون           | ۷ نوامبر ۲۰۰۵    | Music rhythm                             | Harmonix                                    | RedOctane                                                                    |
| ۱۰۲ | اسمکدان ضد راو ۲۰۰۷                          | ۱٫۵۳ میلیون           | ۱۰ نوامبر ۲۰۰۶   | بازی ورزشی                               | Yuke's                                      | تی‌اچ‌کیو                                                                      |
| ۱۰۴ | اونیموشا ۳: محاصره اهریمن                    | ۱٫۵۲ میلیون           | ۲۶ فوریه ۲۰۰۴    | بازی اکشن-ماجراجویی هک اند اسلش          | کپ‌کام                                       | کپ‌کام                                                                        |
| ۱۰۵ | جنگجویان سامورایی                            | ۱٫۵۰۹ میلیون          | ۱۱ فوریه ۲۰۰۴    | هک اند اسلش                              | اومگا فورس                                  | - ج: کویی - اروپا: الکترونیک آرتس                                            |
| ۱۰۶ | بولی                                         | ۱٫۵ میلیون            | ۱۷ اکتبر ۲۰۰۶    | بازی اکشن-ماجراجویی                      | راک‌استار ونکوور                             | راک‌استار گیمز                                                                |
| ۱۰۶ | Tony Hawk's Underground 2                    | ۱٫۵ میلیون            | ۴ اکتبر ۲۰۰۴     | بازی ورزشی                               | Neversoft                                   | اکتیویژن                                                                     |
| ۱۰۶ | ورچوئا فایتر ۴                               | ۱٫۵ میلیون            | ۳۱ ژانویه ۲۰۰۲   | مبارزه‌ای                                 | SEGA AM2                                    | سگا                                                                          |
| ۱۰۹ | NBA Live 2004                                | ۱٫۴۸۸ میلیون          | ۱۴ اکتبر ۲۰۰۳    | بازی ورزشی                               | الکترونیک آرتس کانادا                       | الکترونیک آرتس                                                               |
| ۱۱۰ | WWF SmackDown! Just Bring It                 | ۱٫۴۸۶ میلیون          | ۱۶ نوامبر ۲۰۰۱   | بازی ورزشی                               | Yuke's                                      | - ج: تی‌اچ‌کیو - JP: Yuke's                                                    |
| ۱۱۱ | در جستجوی نمو (بازی)                         | ۱٫۴۶ میلیون           | ۹ مه ۲۰۰۳        | بازی اکشن-ماجراجویی                      | Traveller's Tales                           | تی‌اچ‌کیو                                                                      |
| ۱۱۲ | رزیدنت ایول: طغیان                           | ۱٫۴۵ میلیون           | ۱۱ دسامبر ۲۰۰۳   | ترس و بقا                                | کپ‌کام                                       | کپ‌کام                                                                        |
| ۱۱۳ | Tiger Woods PGA Tour 2004                    | ۱٫۴۳ میلیون           | ۲۲ سپتامبر ۲۰۰۳  | بازی ورزشی                               | ویسرال گیمز                                 | ای‌ای اسپورتس                                                                 |
| ۱۱۴ | Tony Hawk's Pro Skater 4                     | ۱٫۴۲ میلیون           | ۲۳ اکتبر ۲۰۰۲    | بازی ورزشی                               | Neversoft                                   | اکتیویژن                                                                     |
| ۱۱۵ | سیمز                                         | ۱٫۴۱۶ میلیون          | ۱۴ ژانویه ۲۰۰۳   | شبیه‌سازی زندگی                           | Edge of Reality                             | الکترونیک آرتس                                                               |
| ۱۱۶ | هیتمن ۲: قاتل خاموش                          | ۱٫۴۱۲ میلیون          | ۱ اکتبر ۲۰۰۲     | سبک مخفی‌کاری                             | آی‌او اینتراکتیو                             | Eidos Interactive                                                            |
| ۱۱۷ | Bratz: Rock Angelz                           | ۱٫۴ میلیون            | ۴ اکتبر ۲۰۰۵     | بازی ماجراجویی                           | Blitz Games                                 | تی‌اچ‌کیو                                                                      |
| ۱۱۷ | گرن توریسمو ۴                                | ۱٫۴ میلیون            | ۴ دسامبر ۲۰۰۳    | Sim racing                               | پولی‌فونی دیجیتال                            | سونی اینتراکتیو انترتینمنت                                                   |
| ۱۱۷ | رزیدنت ایول کد: ورونیکا                      | ۱٫۴ میلیون            | ۲۲ مارس ۲۰۰۱     | ترس و بقا                                | کپ‌کام                                       | کپ‌کام                                                                        |
| ۱۲۰ | NCAA Football 06                             | ۱٫۳۹ میلیون           | ۱۱ ژوئیه ۲۰۰۵    | بازی ورزشی                               | ئی‌ای تایبرون                                | ای‌ای اسپورتس                                                                 |
| ۱۲۱ | تاکسی دیوانه (بازی ویدئویی)                  | ۱٫۳۸۳ میلیون          | ۱۴ مه ۲۰۰۱       | بازی ویدئویی کورسی بازی اکشن             | Hitmaker                                    | سگا                                                                          |
| ۱۲۲ | لگو جنگ ستارگان ۲: سه‌گانه اصلی               | ۱٫۳۸ میلیون           | ۱۲ سپتامبر ۲۰۰۶  | بازی اکشن-ماجراجویی                      | Traveller's Tales                           | لوکاس‌آرتز                                                                    |
| ۱۲۳ | ارباب حلقه‌ها: بازگشت پادشاه (بازی ویدئویی)   | ۱٫۳۷۴ میلیون          | ۵ نوامبر ۲۰۰۳    | هک اند اسلش نقش‌آفرینی اکشن               | ویسرال گیمز                                 | الکترونیک آرتس                                                               |
| ۱۲۴ | Star Ocean: Till the End of Time             | ۱٫۳۶۳ میلیون          | ۳۱ اوت ۲۰۰۴      | بازی نقش‌آفرینی اکشن                      | tri-Ace                                     | Enix اسکوئر انیکس [ پا ]                                                     |
| ۱۲۵ | برن‌اوت ۳: تیک‌دان                             | ۱٫۳۳۸ میلیون          | ۷ سپتامبر ۲۰۰۴   | بازی ویدئویی کورسی                       | کرایتریون گیمز                              | الکترونیک آرتس                                                               |
| ۱۲۶ | جک ۳                                         | ۱٫۳۳ میلیون           | ۹ نوامبر ۲۰۰۴    | سکوبازی تیراندازی سوم شخص اکشن-ماجراجویی | ناتی داگ                                    | سونی اینتراکتیو انترتینمنت                                                   |
| ۱۲۷ | Tom Clancy's Ghost Recon                     | ۱٫۳۲۹ میلیون          | ۱ دسامبر ۲۰۰۲    | تیراندازی تاکتیکی                        | Red Storm Entertainment                     | یوبی‌سافت                                                                     |
| ۱۲۸ | NCAA Football 07                             | ۱٫۳۲ میلیون           | ۱۸ ژوئیه ۲۰۰۶    | بازی ورزشی                               | ئی‌ای تایبرون                                | ای‌ای اسپورتس                                                                 |
| ۱۲۹ | ماداگاسکار (بازی ویدئویی)                    | ۱٫۳۱ میلیون           | ۲۳ مه ۲۰۰۵       | بازی اکشن-ماجراجویی                      | Toys for Bob                                | اکتیویژن                                                                     |
| ۱۲۹ | سول کالیبر ۲                                 | ۱٫۳۱ میلیون           | ۲۷ مارس ۲۰۰۳     | بازی مبارزه‌ای                            | سول‌کالیبر                                   | نامکو                                                                        |
| ۱۳۱ | شرک ۲ (بازی ویدئویی)                         | ۱٫۳ میلیون            | ۲۸ آوریل ۲۰۰۴    | بازی اکشن-ماجراجویی                      | Luxoflux                                    | اکتیویژن                                                                     |
| ۱۳۲ | کلوپ نیمه شب ۲                               | ۱٫۲۸ میلیون           | ۹ آوریل ۲۰۰۳     | بازی ویدئویی کورسی                       | راک‌استار سن‌دیگو                             | راک‌استار گیمز                                                                |
| ۱۳۲ | NCAA Football 2004                           | ۱٫۲۸ میلیون           | ۱۶ ژوئیه ۲۰۰۳    | بازی ورزشی                               | ئی‌ای تایبرون                                | ای‌ای اسپورتس                                                                 |
| ۱۳۴ | NBA Live 06                                  | ۱٫۲۷۸ میلیون          | ۲۶ سپتامبر ۲۰۰۵  | بازی ورزشی                               | الکترونیک آرتس کانادا                       | ای‌ای اسپورتس                                                                 |
| ۱۳۵ | NFL Blitz Pro                                | ۱٫۲۷ میلیون           | ۲۸ اکتبر ۲۰۰۳    | بازی ورزشی                               | میدوی گیمز                                  | میدوی گیمز                                                                   |
| ۱۳۶ | Everybody's Golf 4                           | ۱٫۲۵ میلیون           | ۲۷ نوامبر ۲۰۰۳   | بازی ورزشی                               | Clap Hanz                                   | سونی اینتراکتیو انترتینمنت                                                   |
| ۱۳۷ | عزای سربروس: فاینال فانتزی ۷                 | ۱٫۲۴۵ میلیون          | ۲۶ ژانویه ۲۰۰۶   | نقش‌آفرینی اکشن تیراندازی سوم شخص         | اسکوئر انیکس مانولیت سافت                   | اسکوئر انیکس                                                                 |
| ۱۳۸ | Madden NFL 2001                              | ۱٫۲۳۶ میلیون          | ۲۶ اکتبر ۲۰۰۰    | بازی ورزشی                               | ئی‌ای تایبرون                                | - آمریکای شمالی/اروپا: ای‌ای اسپورتس - JP: اسکوئر                             |
| ۱۳۹ | صورت‌زخمی: دنیا برای توست                     | ۱٫۲۲ میلیون           | ۸ اکتبر ۲۰۰۶     | اکشن-ماجراجویی                           | Radical Entertainment                       | ویوندی گیمز                                                                  |
| ۱۴۰ | جهان پک-من ۲                                 | ۱٫۲۱ میلیون           | ۲۴ فوریه ۲۰۰۲    | سکوبازی                                  | نامکو                                       | - ج: نامکو - اروپا: سونی اینتراکتیو انترتینمنت                               |
| ۱۴۱ | ابر سیاه                                     | ۱٫۲ میلیون shipped    | ۱۴ دسامبر ۲۰۰۰   | نقش‌آفرینی اکشن                           | لول-۵                                       | سونی اینتراکتیو انترتینمنت                                                   |
| ۱۴۲ | NBA Live 2003                                | ۱٫۱۹۱ میلیون          | ۸ اکتبر ۲۰۰۲     | بازی ورزشی                               | الکترونیک آرتس کانادا                       | ای‌ای اسپورتس                                                                 |
| ۱۴۳ | ESPN NBA 2K5                                 | ۱٫۱۹ میلیون           | ۳۰ سپتامبر ۲۰۰۴  | بازی ورزشی                               | Visual Concepts                             | سگا                                                                          |
| ۱۴۴ | Dragon Ball Z: Budokai Tenkaichi 2           | ۱٫۱۸ میلیون           | ۵ اکتبر ۲۰۰۶     | بازی مبارزه‌ای                            | Spike                                       | - JP/اروپا: باندای نامکو انترتینمنت - آمریکای شمالی/استرالزی: آتاری          |
| ۱۴۵ | اسپلینتر سل تام کلنسی (بازی ویدئویی)         | ۱٫۱۷۸ میلیون          | ۲۸ مارس ۲۰۰۳     | مخفی‌کاری                                 | Ubi Soft Shanghai                           | یوبی‌سافت                                                                     |
| ۱۴۵ | Yu-Gi-Oh! The Duelists of the Roses          | ۱٫۱۷۸ میلیون          | ۶ سپتامبر ۲۰۰۱   | Card battle                              | کونامی                                      | کونامی                                                                       |
| ۱۴۷ | Scooby-Doo! Night of 100 Frights             | ۱٫۱۷ میلیون           | ۲۰ مه ۲۰۰۲       | سکوبازی                                  | Heavy Iron Studios                          | تی‌اچ‌کیو                                                                      |
| ۱۴۸ | Jissen Pachi-Slot Hisshoho! Hokuto no Ken    | ۱٫۱۵ میلیون           | ۲۷ مه ۲۰۰۴       | Pachinko                                 | ناشناخته                                    | ناشناخته                                                                     |
| ۱۴۹ | MVP Baseball 2005                            | ۱٫۱۴ میلیون           | ۲۲ فوریه ۲۰۰۵    | بازی ورزشی                               | الکترونیک آرتس کانادا                       | الکترونیک آرتس                                                               |
| ۱۵۰ | Twisted Metal: Black                         | ۱٫۱۲ میلیون           | ۱۸ ژوئن ۲۰۰۱     | Vehicular combat                         | Incognito Entertainment                     | سونی اینتراکتیو انترتینمنت                                                   |
| ۱۵۱ | Fight Night 2004                             | ۱٫۱ میلیون            | ۵ آوریل ۲۰۰۴     | بازی ورزشی                               | الکترونیک آرتس کانادا NuFX                  | ای‌ای اسپورتس                                                                 |
| ۱۵۱ | Midnight Club 3: Dub Edition                 | ۱٫۱ میلیون            | ۱۱ آوریل ۲۰۰۵    | بازی ویدئویی کورسی                       | راک‌استار سن‌دیگو                             | راک‌استار گیمز                                                                |
| ۱۵۳ | DDRMAX2 Dance Dance Revolution               | ۱٫۰۹ میلیون           | ۲۳ سپتامبر ۲۰۰۳  | موزیک بازی ورزش                          | کونامی                                      | کونامی                                                                       |
| ۱۵۴ | Spy Hunter                                   | ۱٫۰۷ میلیون           | ۲۴ سپتامبر ۲۰۰۱  | Vehicular combat                         | Paradigm Entertainment                      | میدوی گیمز                                                                   |
| ۱۵۵ | Naruto: Ultimate Ninja 2                     | ۱٫۰۶۳ میلیون          | ۳۰ سپتامبر ۲۰۰۴  | بازی مبارزه‌ای                            | CyberConnect2                               | - JP: Bandai - آمریکای شمالی/اروپا/استرالزی: باندای نامکو انترتینمنت         |
| ۱۵۶ | هری پاتر و تالار اسرار                       | ۱٫۰۴۶ میلیون          | ۱۴ نوامبر، ۲۰۰۲  | اکشن-ماجراجویی                           | یوروکام                                     | الکترونیک آرتس                                                               |
| ۱۵۷ | The Incredibles                              | ۱٫۰۴ میلیون           | ۳۱ اکتبر، ۲۰۰۴   | اکشن-ماجراجویی                           | Heavy Iron Studios                          | تی‌اچ‌کیو                                                                      |
| ۱۵۸ | MVP Baseball 2004                            | ۱٫۰۲ میلیون           | ۹ مارس، ۲۰۰۴     | بازی ورزشی                               | الکترونیک آرتس کانادا                       | ای‌ای اسپورتس                                                                 |
| ۱۵۹ | Guitar Hero Encore: Rocks the 80s            | ۱ میلیون              | ۲۴ ژوئیه ۲۰۰۷    | Music rhythm                             | Harmonix                                    | اکتیویژن                                                                     |
| ۱۵۹ | NCAA Football 2003                           | ۱ میلیون              | ۲۰ ژوئیه ۲۰۰۲    | ورزشی                                    | ئی‌ای تایبرون                                | ای‌ای اسپورتس                                                                 |
| ۱۵۹ | سایلنت هیل ۲                                 | ۱ میلیون              | ۲۴ سپتامبر ۲۰۰۱  | ترس و بقا                                | کونامی (تیم سایلنت)                         | کونامی                                                                       |
| ۱۵۹ | Sly Cooper and the Thievius Raccoonus        | ۱ میلیون              | ۲۳ سپتامبر، ۲۰۰۲ | سکوبازی مخفی‌کاری                         | ساکر پانچ پروداکشنز                         | سونی اینتراکتیو انترتینمنت                                                   |
| ۱۵۹ | Xenosaga Episode I: Der Wille zur Macht      | ۱ میلیون              | ۲۸ فوریه، ۲۰۰۲   | نقش‌آفرینی                                | مانولیت سافت                                | نامکو                                                                        |